# Apantesis bicolor
Apantesis bicolor är en fjärilsart som beskrevs av George Francis Hampson 1904. Apantesis bicolor ingår i släktet Apantesis och familjen björnspinnare. Inga underarter finns listade i Catalogue of Life.